# Hyndlas sång

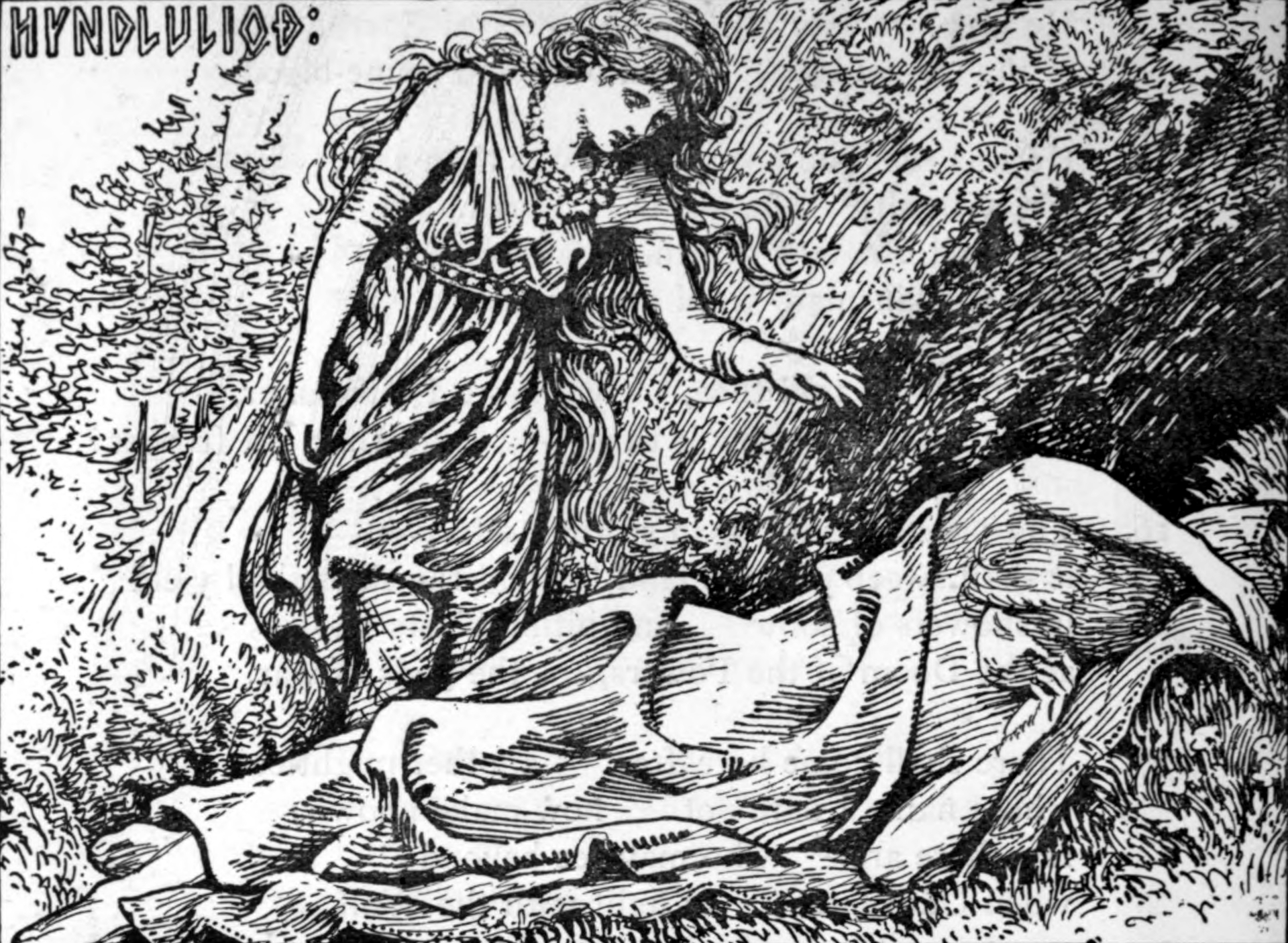
Freja väcker Hyndla. Illustration av W. G. Collingwood 1908.

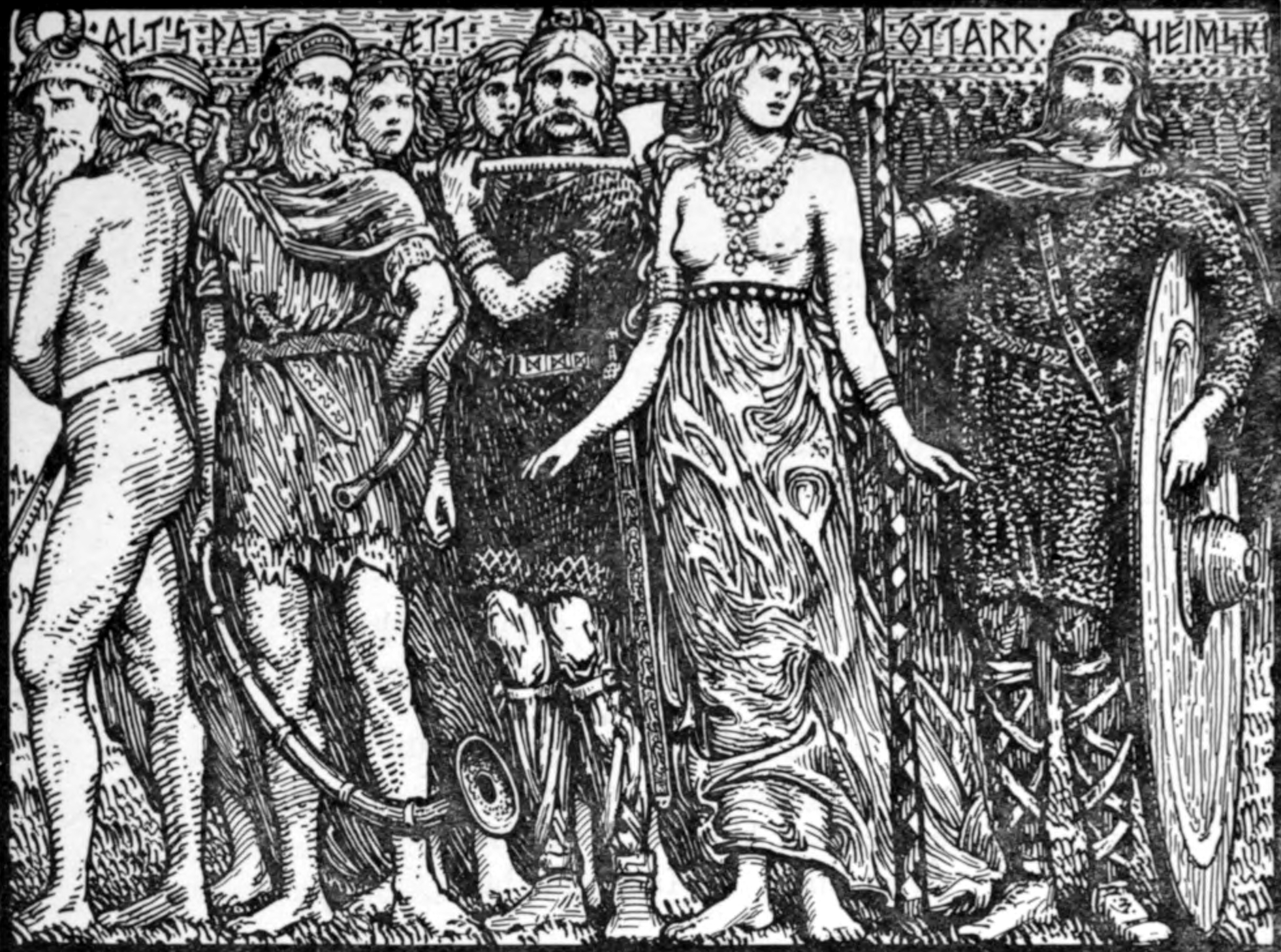
"Ottars förfäder" Illustration av W. G. Collingwood 1908.

Hyndlas sång, fornvästnordiska Hyndluljóð, är en fornnordisk dikt som brukar ingå i den poetiska Eddan. Den finns dock inte i huvudhandskriften Codex Regius utan är bevarad i Flatöboken från slutet av 1300-talet. Dikten består av 51 strofer. Stroferna 30-45 brukar kallas "den korta Völuspá", Völuspá in skamma, då strof 35 sägs vara hämtad från denna i Snorres Edda.
I dikten räknar jättinnan Hyndla upp Innsteins son Ottars förfäder på Frejas uppmaning vilket ska hjälpa Ottar att vinna ett vad mot Angantyr. Det visar sig att Ottar härstammar från en mängd forntidshjältar som Sigurd Fafnesbane. En kanske särskilt intressant del av dikten är det så kallade "Völuspá in skamma" (Den korta völvans spådom) som är infogad i texten. Denna del handlar om världens undergång och innehåller profetior som påminner om den mer kända Völuspá. I det korta Völuspå berättas sedan också något om olika gestalter ur den nordiska mytologin.
Några centrala teman i Hyndluljóð:
- Genealogi och släktskapsband
- Kunskap och minne
- Relationen mellan gudar och jättar
- Förutsägelser om framtiden

Dikten ger oss idag viktiga insikter i hur fornnordiska människor såg på släktskap och sociala relationer, samt relationen mellan olika mytologiska personer.